# Sruva

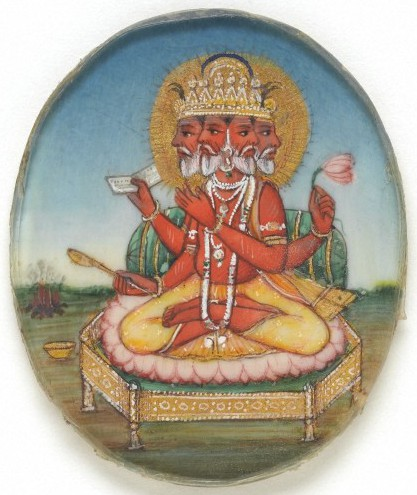
Représentation de Brahma du XIXe siècle. Il tient dans ses mains le texte sacré des Veda, une sruva et une fleur de lotus.

Sruva est un mot sanskrit désignant une louche tenue dans une de ses quatre mains par Brahma, le dieu hindou de la création.
Cette louche a pour fonction d'alimenter le feu sacrificiel et rappelle donc qu'il faut avoir le sens du sacrifice pour suivre le chemin spirituel qui mène à l'éveil. Le yogi doit être dans un esprit de renonciation par rapport aux désirs créés par le monde terrestre.

## Source
- (en) The symbolism of hindu gods and rituals de Swami Parthasarathy, éditions Vedanta Life Institute